# Église Saint-Jean-Baptiste de Triquerville
Pour les articles homonymes, voir Église Saint-Jean-Baptiste.
L'église Saint-Jean-Baptiste est une église catholique située dans la commune de Port-Jérôme-sur-Seine, en France.

## Localisation
L'église est située à Triquerville, ancienne commune du département français de la Seine-Maritime, rue de l'église.

## Historique
L'édifice date de la fin du XIXe siècle. La première pierre est posée en 1890 et l'inauguration a lieu le 22 septembre 1891.
L'édifice est inscrit au titre des monuments historiques depuis le 17 juillet 2013.

## Description
L'édifice est en pierre.
L'église possède une structure métallique,.
Trois vaisseaux sont présents dans l'édifice, de même que des colonnes de fonte pourvues de chapiteaux corinthiens.